# Запашниця потрійна
Запашниця потрійна (Mannia triandra) — вид печіночників родини айтонієвих.

## Характеристики
Серцеподібний лопатевий і розгалужений талом синювато-зелений, шириною 2–3 міліметри і довжиною 1–2 сантиметри, краї талому плоскі. Рослини не мають запаху. На поверхні талома дихальні отвори підняті й оточені одним-трьома рядами клітин. Синювата нижня сторона талому зрідка вкрита світло-зеленими або блідо-червоними черевними лусочками. У поперечному розрізі талом приблизно в п'ять разів більший за його висоту. Асиміляційна тканина (дихальні порожнини) займає верхню (дорзальну) половину посередині і всю товщу талома по краях. Розподіл за статтю автодомний. Зрілі спори мають розмір від 60 до 70 мікрометрів, коричневі та з нечіткими плямами. Рослини недовговічні й гинуть після дозрівання спор — це відбувається з весни до літа. Старі й мертві таломи мають отвори, тому що дихальні порожнини розриваються.

## Поширення
У Європі основний центр поширення виду знаходиться в Австрійських Альпах. Окрім центральноєвропейських місць, про них також повідомляють зі сходу Північної Америки. Mannia triandra росте, з одного боку, в тінистих, вологих, захищених тріщинах скель на вапняному детриті та на ґрунті, у тому числі на відкритих жирних ґрунтах, а з іншого боку — особливо на великих висотах — також у спекотних, південних місцях.

## Охорона
Mannia triandra охороняється в Європі і занесена до Додатку І Бернської конвенції (охоронна категорія: вид підлягає особливій охороні), а також до Директиви Європейського Союзу 92/43/ЄС «Про збереження природних оселищ та видів природної фауни і флори» (Додаток ІІ. Види рослин і тварин, що становлять особливий інтерес для Європейського Союзу, збереження яких потребує створення територій особливої охорони).